# Хоори
Хоори (яп. 火折尊 Хоори-но Микото), также известный как Хикохоходэми-но Микото, был в японской мифологии третьим и самым младшим сыном ками Ниниги-но-Микото и принцессы цветов по имени Коноханасакуя-химэ. Является одним из прародителей императоров Японии. Правнук богини Аматэрасу и дед первого императора Японии Дзимму. Также называется Хоходэми и Ямасатибико. У него был брат — Ходэри-но Микото (букв. «сияние огня»). Они оба родились в покоях, объятых пламенем.

## Легенда
Хоори был охотником, а его брат Ходэри — рыбаком. С этими занятиями связаны прозвища братьев: Хоори — Ямасатибико (букв. «юноша, удачливый в горах»), а Ходэри — Умисатибико (букв. «юноша, удачливый на море»). Однажды Хоори предложил брату поменяться занятиями и отдал ему свой лук, взяв его удочку. На рыбалке Хоори потерял крючок, и, когда Ходэри возвратил ему лук, он предложил брату другой крючок вместо потерянного, но тот отказался из-за веры в то, что каждая вещь имеет душу и потому уникальна. Расстроившись, Хоори отправился к морскому владыке Ватацуми-но Ками, который вернул ему крючок. При этом он влюбился в его дочь по имени Тоётама-химэ и вскоре женился на ней. Прожив много лет в счастливом браке с ней, Хоори решил вернуться домой и отдать крючок брату. На прощанье Морской владыка подарил ему два куска яшмы (один управлял приливом, а другой отливом). Вернувшись домой он отдал тот самый крючок Ходэри, но тот всё равно докучал ему. Когда он потерял терпение, тот вызвал прилив и когда Ходэри почти захлестнуло с головой, он извинился.
К Хоори прибыла его супруга и вскоре выяснилось, что она собирается родить дитя. Она попросила супруга не смотреть на её роды, но тот нарушил обещание и подсмотрел сквозь щель покоев царицы. Когда Хоори посмотрел на супругу, она превратилась в чудовище и вернулась в море, оставив Угаяфукиаэдзу. Возмужав, мальчик женился на младшей сестре Тоётамы по имени Тамаёри-химэ. Самый младший из их сыновей, Камуямато Иварэбико, стал Императором Дзимму, легендарным первым правителем Японии.